# Incendio del Cocoanut Grove
L'incendio del Cocoanut Grove è stata una tragedia avvenuta il 28 novembre 1942 nell'omonimo locale di Boston, Massachusetts, Stati Uniti. È considerato il più mortale incendio mai avvenuto nel mondo in un locale notturno e il secondo più grave incendio di un singolo edificio nella storia americana, causando in totale 492 vittime.
Il "Grove" era uno dei locali notturni più famosi di Boston, attirando spesso anche clienti famosi. Era di proprietà di Barnet "Barney" Welansky, strettamente legato alla mafia e al sindaco della città Maurice J. Tobin.
Poiché era il primo weekend del Ringraziamento dalla partecipazione degli Stati Uniti alla seconda guerra mondiale, quella sera il club era pieno di oltre il doppio della sua capacità legale. L'incendio iniziò dopo che un cameriere aveva acceso un fiammifero per vedere meglio in una zona scarsamente illuminata, nel tentativo di accendere una lampadina. Nonostante avesse apparentemente spento il fiammifero, i tendaggi si accesero e le fiamme e il fumo si diffusero rapidamente in tutte le aree del club. La colpa, tuttavia, fu rivolta a Welansky per violazione degli standard: le norme antincendio non erano state osservate, alcune porte di uscita erano state chiuse a chiave per impedire l'ingresso non autorizzato e l'elaborata decorazione delle palme conteneva materiali infiammabili. Inoltre, l'aria condizionata utilizzava anche gas infiammabile, perché il freon scarseggiava. Welansky scontò quasi quattro anni di carcere prima di essere rilasciato, a poche settimane dalla morte.
Gli ospedali locali erano particolarmente ben preparati per curare le vittime, poiché stavano provando le esercitazioni di emergenza in risposta a possibili attacchi sulla costa orientale. L'emergenza dell'incendio del Cocoanut Grove ha dimostrato il valore delle nuove banche del sangue e ha stimolato importanti progressi nel trattamento delle vittime di ustioni.
A seguito della tragedia, vennero emanate molte nuove leggi sulla sicurezza antincendio per i locali pubblici, tra cui il divieto di decorazioni infiammabili e la disposizione che le uscite di emergenza devono sempre essere tenute aperte e che le porte girevoli non possono essere l'unico punto di uscita.

## Il locale
Il Cocoanut Grove inizialmente era stato aperto come bar clandestino nel 1927, durante il proibizionismo. Si trovava al numero 17 di Piedmont Street, nel quartiere Bay Village di Boston, a pochi isolati a sud del Boston Public Garden.
Il "Grove" negli anni era diventato uno dei locali notturni più famosi di Boston, con un ristorante e sala da ballo nell'area principale, e presenza di spettacoli e intrattenitori che suonavano il pianoforte nella Melody Lounge. Il ristorante negli anni fu visitato da stelle del cinema e della musica, che avrebbero avuto il loro ingresso annunciato dal maître. Di fronte alla sala da pranzo principale c'era il "Caricature Bar", che presentava interpretazioni degli ospiti più importanti del locale. Il club era stato recentemente ampliato verso est con la nuova Broadway Lounge, che si apriva sull'adiacente Broadway tra Piedmont Street (lato sud) e Shawmut Street (lato nord).
Si stima che, in quel sabato sera, più di 1 000 persone festeggiavano il weekend del Ringraziamento: militari in tempo di guerra con fidanzate, tifosi di football e persone provenienti da tutta la zona erano stati stipati in uno spazio valutato per un massimo di 460 persone.

## L'incendio
I rapporti ufficiali affermano che l'incendio ebbe inizio intorno alle 22:15 nella Melody Lounge, dopo che un giovane aiuto-cameriere di 16 anni aveva usato un fiammifero per illuminare una zona vicina al soffitto nel tentativo di riaccendere una lampadina.
Nonostante gli sforzi iniziali dei camerieri per spegnere il fuoco con l'acqua, l'incendio si diffuse rapidamente. In breve tempo il fuoco si propagò al controsoffitto che bruciò in fretta, inondando gli avventori di scintille e brandelli di tessuto in fiamme. Le fiamme correvano più velocemente di quanto potessero muoversi i clienti, seguite da dense nuvole di fumo. Nel giro di cinque minuti, fiamme e fumo si diffusero in tutto il locale. Alcuni clienti furono immediatamente sopraffatti dal fumo mentre si sedevano ai loro posti. Altri strisciavano nell'oscurità fumosa cercando di trovare uscite, tutte tranne una non funzionanti o nascoste in aree non pubbliche.
L'ingresso principale dell'edificio era un'unica porta girevole, resa inutilizzabile quando la folla vi si precipitò in preda al panico. Altre vie di fuga erano ugualmente inutili; le porte laterali erano state sprangate per impedire alle persone di uscire senza pagare. Una vetrata, che avrebbe potuto essere sfondata per la fuga, era stata sbarrata e resa inutilizzabile come uscita di emergenza. Altre porte sbloccate, come quelle del Broadway Lounge, si aprivano verso l'interno, rendendole inutili contro la calca di persone che cercavano di scappare. I vigili del fuoco avrebbero in seguito testimoniato che se le porte fossero state aperte verso l'esterno, almeno 300 vite sarebbero state risparmiate.
Per strada, i vigili del fuoco trascinarono fuori alcuni feriti, dando sul posto le prime cure per le ustioni. I camion dei giornali vennero utilizzati come ambulanze. Alcune vittime avevano respirato fumi così caldi che quando inalavano aria fredda, come ha detto un pompiere, cadevano come pietre.
Più tardi, durante l'ispezione dell'edificio, i vigili del fuoco trovarono diversi ospiti del locale morti seduti ai loro posti con delle bevande in mano. Erano stati sopraffatti così rapidamente dal fuoco e dal fumo tossico che non avevano avuto il tempo di muoversi.

## Vittime e feriti
Nei giorni successivi alla tragedia, i giornali di Boston erano pieni di liste di morti. Secondo i rapporti, 492 persone persero la vita nell'incendio o come conseguenza delle ustioni riportate, mentre altre 130 persone rimasero ferite. L'incendio divenne il secondo incendio di un singolo edificio per numero di vittime nella storia degli Stati Uniti, secondo solo all'incendio del teatro Iroquois avvenuto a Chicago.
Il noto attore di film Buck Jones era nel locale quella sera. Sua moglie in seguito ha spiegato che inizialmente era scappato e poi era tornato nell'edificio in fiamme per trovare il suo agente, il produttore Scott R. Dunlap di Monogram Pictures. Sebbene ricoverato d'urgenza in ospedale, Jones è morto per le ferite riportate due giorni dopo. Dunlap, che stava organizzando una festa al Cocoanut in onore di Jones, è stato gravemente ferito ma è sopravvissuto.
I dipendenti del locale ebbero più possibilità di scappare rispetto ai clienti, grazie alla loro familiarità con le aree di servizio, dove gli effetti dell'incendio erano meno gravi rispetto alle aree pubbliche e che fornivano l'accesso a ulteriori uscite di finestre e porte. Sebbene diversi membri della band, incluso il direttore musicale Bernie Fazioli, abbiano perso la vita, la maggior parte di loro riuscì a fuggire dal backstage e attraverso una porta di servizio aperta con la forza.

## Indagini
Il rapporto ufficiale rivelò che il Cocoanut Grove era stato ispezionato da un capitano dei vigili del fuoco di Boston appena dieci giorni prima dell'incendio e dichiarato sicuro. Inoltre, venne riscontrato che il Grove non aveva ottenuto alcuna licenza per l'esercizio da diversi anni. Stanley Tomaszewski, il cameriere accusato di aver appiccato l'incendio, era minorenne e non avrebbe dovuto lavorare lì. Inoltre, la recente ristrutturazione della Broadway Lounge era stata eseguita senza permessi di costruzione, utilizzando appaltatori senza licenza.
Tomaszewski testimoniò all'inchiesta e venne scagionato, poiché non era stato ritenuto responsabile dell'uso di decorazioni infiammabili o delle violazioni delle regole di sicurezza. Tuttavia fu ostracizzato per gran parte della sua vita a causa del fuoco.
I vigili del fuoco di Boston studiarono per anni le possibili cause di accensione del fuoco, la rapida diffusione dell'incendio e la catastrofica perdita di vite umane. Il rapporto non raggiunse alcuna conclusione sulla causa iniziale dell'accensione, ma attribuì parte della colpa della tragedia a un accumulo di monossido di carbonio dovuto alla combustione priva di ossigeno nello spazio chiuso sopra il controsoffitto della Melody Lounge. Il gas trasudava dagli spazi chiusi mentre la sua temperatura aumentava e si accendeva rapidamente mentre si mescolava con l'ossigeno sopra l'ingresso, su per le scale fino al piano principale e lungo i soffitti. Il rapporto documentò anche le violazioni del codice di sicurezza antincendio, i materiali infiammabili e il design delle porte che hanno contribuito alla grande perdita di vite umane.
Durante gli anni 1990, l'ex vigile del fuoco e ricercatore di Boston Charles Kenney ha scoperto che un gas refrigerante altamente infiammabile, il cloruro di metile, era stato usato come sostituto del freon, che era poco disponibile in tempo di guerra.
Nel 2012, il dipartimento di polizia di Boston ha rilasciato le trascrizioni delle interviste ai testimoni dopo l'incendio, che sono pubblicate online.

## Conseguenze legali
Barney Welansky, i cui contatti avevano permesso al nightclub di funzionare in violazione delle norme di sicurezza, venne condannato per omicidio colposo. Condannato a 12-15 anni di carcere nel 1943, Welansky meno di quattro anni dopo fu graziato dall'ex sindaco Tobin, che era stato eletto governatore del Massachusetts dopo l'incendio. Nel dicembre 1946, devastato dal cancro, Welansky fu rilasciato dalla prigione di Norfolk, dicendo ai giornalisti: "Vorrei essere morto con gli altri nel fuoco". Nove settimane dopo, morì.
Nell'anno seguente all'incendio, il Massachusetts e altri Stati emanarono leggi per i locali pubblici che vietavano decorazioni infiammabili e porte di uscita a battente verso l'interno e richiedevano che i segnali di uscita fossero sempre visibili (il che significa che i segnali di uscita dovevano avere fonti indipendenti di elettricità, ed essere facilmente leggibile anche nel fumo più denso). Le nuove leggi richiedevano anche che le porte girevoli utilizzate per l'uscita dovessero essere affiancate da almeno una normale porta a battente verso l'esterno o adattate per consentire alle singole ante di piegarsi per consentire il flusso libero delle persone in una situazione di panico, e inoltre richiedeva che nessuna uscita di emergenza fosse incatenata o imbullonata in modo tale da impedire la fuga attraverso le porte durante una situazione di panico o di emergenza.

## Trattamenti medici

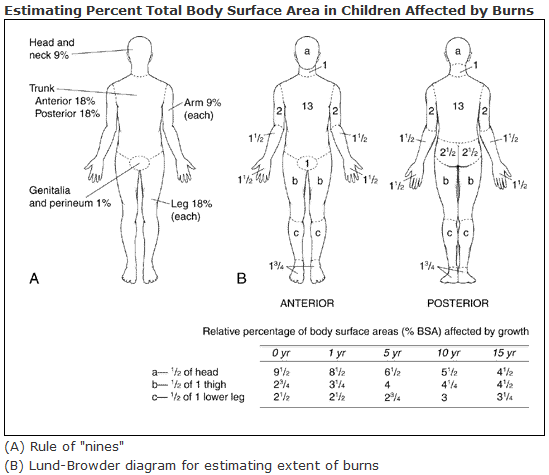
La carta di Lund e Browder fu pubblicata per la prima volta nel 1944 e si basava sull'esperienza nel trattamento delle vittime dell'incendio del Cocoanut Grove

La maggior parte dei pazienti è morta durante il viaggio verso gli ospedali o poco dopo l'arrivo. Poiché negli Stati Uniti non esisteva ancora un sistema standardizzato per il triage nella gestione delle vittime inizialmente furono sprecati minuti preziosi nel tentativo di rianimare coloro che erano morti o morenti, fino a quando non venivano inviate squadre per selezionare i vivi per il trattamento e indirizzare i morti a essere condotti in obitori temporanei.
Le conseguenze dell'incendio videro il primo grande utilizzo della nuova banca del sangue del Boston City Hospital, una delle prime della zona, rifornita con 200 unità di plasma essiccato come parte dei preparativi per la guerra. Il volume di plasma utilizzato nel trattamento delle vittime del Cocoanut Grove ha superato quello utilizzato durante l'attacco a Pearl Harbor. Nei giorni successivi all'incendio, 1 200 persone hanno donato alla banca del sangue oltre 3.800 unità di sangue.

### Progressi nella cura delle vittime di ustioni
La tragedia ha portato a nuovi modi di curare sia ustioni sia inalazioni di fumo. Nel 1944, Lund e Browder, medici del Boston City Hospital, attingendo alle loro esperienze nel trattamento delle vittime di Cocoanut Grove, pubblicarono il documento più citato nella moderna cura delle ustioni, "Stima delle aree di ustione", in cui veniva presentato un diagramma per la stima delle dimensioni dell'ustione. Questo diagramma, chiamato grafico di Lund e Browder, rimane in uso in tutto il mondo ancora oggi.

## Il Cocoanut Grove dopo la tragedia

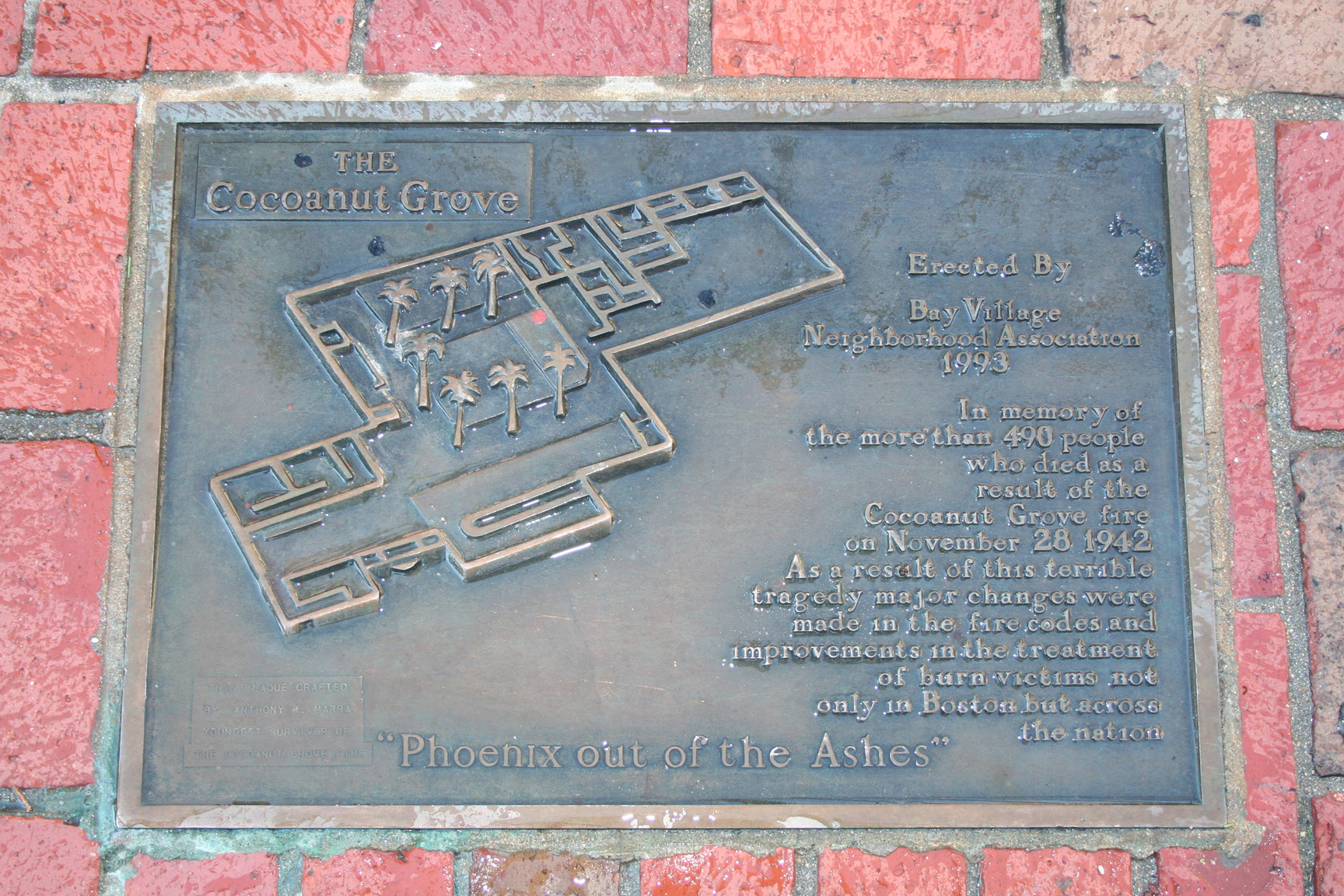
Targa in memoria della tragedia

Il complesso dove sorgeva il Cocoanut Grove fu demolito nel 1944. Successivamente, la mappa stradale della zona è cambiata a causa del rinnovamento urbano, con strade vicine rinominate o costruite.
La sezione superstite di Shawmut Street e una nuova estensione che tagliava quella che era l'impronta originale del club, precedentemente nota come Shawmut Street Extension, sono state ribattezzate Cocoanut Grove Lane nel 2013.
Nel 1993, la Bay Village Neighborhood Association ha installato una targa commemorativa sul marciapiede accanto al luogo in cui sorgeva il club, realizzata da Anthony P. Marra, il più giovane sopravvissuto all'incendio del Cocoanut Grove.